# Eitel-Frédéric de Prusse
Eitel-Frédéric de Hohenzollern, prince de Prusse (en allemand Eitel-Friedrich von Preußen), né le 7 juillet 1883 à Potsdam (province de Brandebourg) et décédé le 8 décembre 1942 à Potsdam (Troisième Reich), est un prince de la Maison de Hohenzollern.
De 1907 à 1926, Eitel-Frédéric de Prusse est le 34e grand maître des Chevaliers de l'ordre protestant de Saint-Jean.
Il est également Chevalier de l'Ordre du Mérite allemand.

## Famille
Il est le deuxième fils de Guillaume II (1859-1941), empereur allemand, et d'Augusta-Victoria de Schleswig-Holstein (1858-1921). Il est communément appelé « Eitel Fritz » dans le cercle intime de la famille impériale.
Son père est le fils aîné de Frédéric III (1831-1888), prince de Hohenzollern, prince-héritier puis empereur allemand (1888), et de Victoria du Royaume-Uni (1840-1901). Il succède à son père, qui succède lui-même à son père au cours de l'année 1888 dite des Trois-Empereurs. Sa mère est la fille de Frédéric-Auguste de Schleswig-Holstein (1829-1880), duc de Schleswig-Holstein, et d'Adélaïde de Hohenlohe-Langenbourg (1835-1900), nièce de Victoria, reine du Royaume-Uni.
Il est le frère de Guillaume de Prusse (1882-1951), dernier prince-héritier de l'Empire allemand, d'Adalbert de Prusse (1884-1948), d’Auguste-Guillaume de Prusse (1887-1949), sympathisant nazi, d'Oscar de Prusse (1888-1958), de Joachim de Prusse (1890-1920) et de Victoria-Louise de Prusse (1892-1980), par mariage dernière duchesse de Brunswick.

## Mariage et vie privée
Le 27 février 1906, Eitel-Frédéric de Prusse épouse à Berlin Sophie-Charlotte d'Oldenbourg (1879-1964). Le couple n'a pas d'enfants et divorce le 20 octobre 1926.
On le soupçonnait, au sein de l'armée et à la Cour, d'être homosexuel, ce que l'affaire Harden-Eulenburg met en évidence.

## Première Guerre mondiale
Eitel-Frédéric de Prusse devint commandant de la 1re division de la Garde en avril 1915. Il fit preuve d'un grand courage au front. Durant le conflit, Eitel-Frédéric de Prusse rencontra Manfred von Richthofen (le Baron rouge) qui venait de s'écraser avec son supérieur hiérarchique, le comte Holck von Salem. Les deux hommes se cachèrent dans un arbre près, comme ils le croyaient, des lignes russes. En définitive, ils se trouvaient près des grenadiers, des gardes, des officiers d'Eitel-Frédéric de Prusse.

## République de Weimar
Après la guerre, il fait partie de l'organisation paramilitaire le « Casque d'acier » et de l'association des anciens Gardes à pieds. Il s'enrôla dans les corps-francs dans les années 1920. En 1921, Il est condamné à 5 000 marks d'amende avec sursis pour un déplacement de fonds à l'étranger d'une valeur de 300 000 marks. Il est membre d'une association nationaliste monarchiste.
Il meurt le 8 décembre 1942, à Potsdam, et est inhumé dans le temple antique du parc du palais de Sanssouci.

## Généalogie
Eitel-Frédéric de Prusse appartient à la première branche de la Maison de Hohenzollern, lignée qui donne des Électeurs au Brandebourg, des rois à la Prusse et des empereurs à l'Allemagne.